# Yasuhiko Moriwaki
Yasuhiko Moriwaki (jap. 森脇保彦 Moriwaki Yasuhiko; * 7. Mai 1952) ist ein ehemaliger japanischer Judoka. Er war 1981 Weltmeister und 1979 Weltmeisterschaftsdritter im Superleichtgewicht.

## Sportliche Karriere
Yasuhiko Moriwaki war 1974 Weltmeister der Studierenden im Leichtgewicht. 1976 besiegte er den Franzosen Guy Delvingt im Finale des Tournoi de Paris.
Mit der Neuordnung der Gewichtsklassen startete Moriwaki ab 1977 im neu eingeführten Superleichtgewicht. In dieser Gewichtsklasse gewann er 1977 beim Tournoi de Paris, diesmal bezwang er im Finale den Franzosen Jean-Jacques Mounier. 1978 unterlag er im Finale des Jigoro Kano Cup seinem Landsmann Katsumi Suzuki. Bei den Weltmeisterschaften 1979 in Paris unterlag Moriwaki im Achtelfinale dem Franzosen Thierry Rey, kämpfte sich aber in der Hoffnungsrunde zur Bronzemedaille durch. 1980 verpasste Moriwaki die Teilnahme an den Olympischen Spielen in Moskau wegen des Olympiaboykotts. Moriwaki war 1977 und 1980 japanischer Meister im Superleichtgewicht, 1981 unterlag er im Finale Hatsuyuki Hamada. Gleichwohl trat er bei den Weltmeisterschaften 1981 in Maastricht an. Dort bezwang er im Viertelfinale Peter Jupke aus der Bundesrepublik Deutschland und im Halbfinale den Italiener Felice Mariani. Durch seinen Finalsieg über Pavel Petřikov aus der Tschechoslowakei erkämpfte er die Goldmedaille. Ende 1981 belegte Moriwaki noch einmal den zweiten Platz beim Jigoro Kano Cup, nachdem er im Finale gegen seinen Landsmann Kenichi Haraguchi verlor.